# Fabbrica di Automobili e Cicli Lux
Fabbrica di Automobili e Cicli Lux S.A. war ein italienischer Hersteller von Fahrrädern und Automobilen.

## Unternehmensgeschichte
Eugenio Paschetta hatte 1905 sein erstes Automobil produziert. Am 10. März 1906 gründete er am Corso Valentino in Turin das Unternehmen mit einem Aktienkapital von 600.000 Lire und begann mit der Produktion von Fahrrädern und Automobilen. Ab 1907 wurden Fahrzeuge von Decauville in Lizenz hergestellt. Ende 1907 endete die Automobilproduktion. Fahrräder entstanden bis 1936.

## Automobile
Das erste Fahrzeug besaß einen Zweizylindermotor mit 10 PS Leistung im Heck, ein Vierganggetriebe und Kettenantrieb. Später gab es das Modell 16 HP nach einer Decauville-Lizenz. Das Fahrzeug hatte einen Vierzylindermotor mit 2672 cm³ Hubraum und Kardanantrieb.